# Tumani Corrah

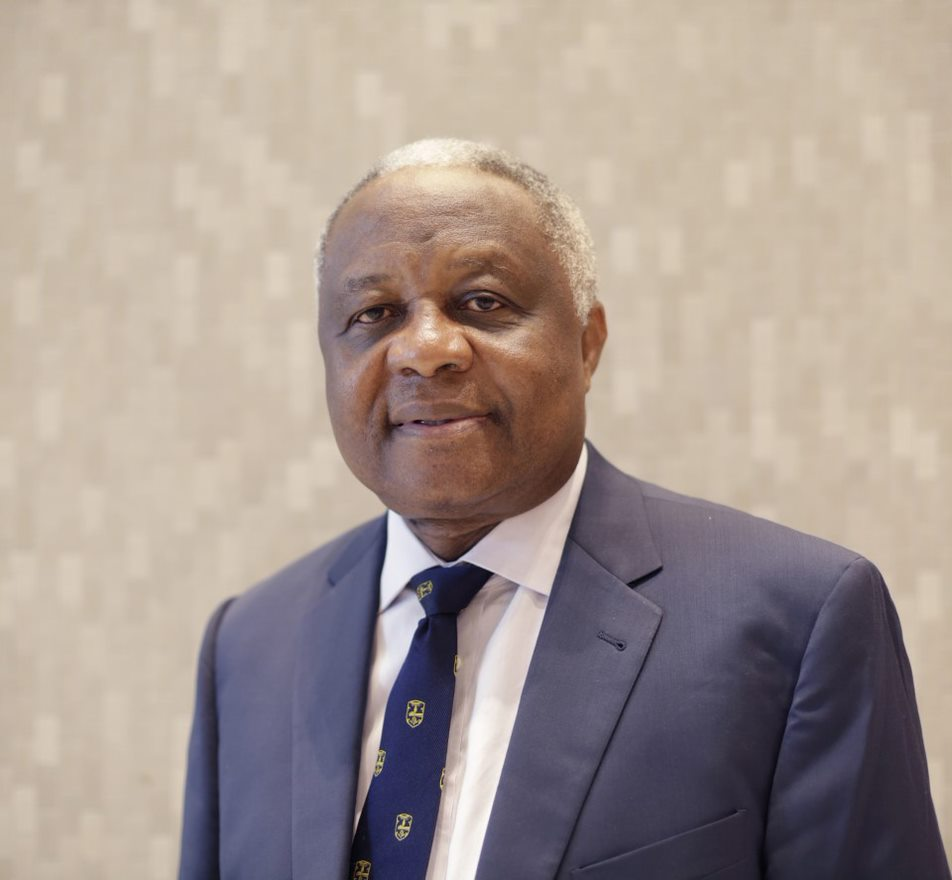
Tumani Corrah (2015)

Tumani Corrah KBE FRCP (* im 20. Jahrhundert) ist ein gambischer Mediziner, zu dessen Forschungsgebieten Tuberkulose, HIV und Malaria gehören. Corrah ist Direktor des Africa Research Excellence Fund (AREF) und Direktor des Africa Research Development, Medical Research Council.

## Leben
Corrah studierte Medizin an der First Pavlov State Medical University von St. Petersburg, Russland, und am University College Ibadan, Nigeria. Ende der 1970er Jahre ging er nach Großbritannien, zunächst nach Edinburgh, dann nach Wales, wo er sich für seine Zulassung im Royal College of Physicians als Thoraxarzt in der Abteilung für Medizin am Gwynedd General Hospital ausbildete. Nach Erhalt seines MRCP  wurde er 1981 zum beratenden Arzt ernannt.
Er kehrte 1982 als Mediziner am MRC Hospital nach Gambia zurück. Seine Rückkehr nach Gambia war schwierig, denn die MRC-Einheit hatte sich kaum aus der kolonialen Phase ihrer Geschichte heraus etabliert. 1983 begann Corrah seine Doktorarbeit über die Immunologie der TB unter der Schirmherrschaft von Professor John Stanford und Professor Hilton Whittle. 
Im Jahr 2014 wurde Corrah zum ersten emeritierten Direktor der MRC-Einheit in Gambia ernannt und erhielt von der London School of Hygiene and Tropical Medicine in Anerkennung seines herausragenden Beitrags zum Fortschritt der klinischen Forschung in Gambia und in Westafrika insgesamt ein Honorary Fellowship.
Corrah wurde am 15. März 2017 zum Kuratoriumsvorsitzenden des INDEPTH-Netzwerks gewählt. Er diente vielen Organisationen, darunter der Weltgesundheitsorganisation, als Berater.
Corrah war Gastgeber der Falling-Walls-Konferenz.

## Publikationen
Der habilitierte Corrah hat über 140 Publikationen in Fachzeitschriften mit Peer-Review veröffentlicht, und seine jüngste Arbeit konzentrierte sich auf Tuberkulose, Lungenentzündung und die Rolle der Führung in menschenzentrierten Gesundheitssystemen.

## Auszeichnungen und Ehrungen
- 2006 – Member des Order of the Republic of The Gambia (MRG)[13]
- 2007 – Commander des Order of the British Empire (CBE) (Honorary)[3]
- 2016 – Nominierung von den Hörern einer der ältesten Radiosendungen des BBC World Service, Outlook, als einer der außergewöhnlichsten Menschen der Welt.[14][15]
- 2016 – Zusammen mit Nelson Sewankambo (Uganda) wurde er als Afrikas Spitzenwissenschaftler von Sir Leszek Borysiewicz genannt[1][16][17]
- 2019 – Knight Commander des Order of the British Empire (KBE) (Honorary)[18]